# Nati nel 1432
| Questa pagina contiene informazioni ricavate automaticamente dalle voci biografiche con l'ausilio del template Bio e di un bot. L'aggiornamento è periodico e automatico e ricostruisce completamente la pagina. Se manca una persona in questa lista, sei pregato di non aggiungerla, ma accertati piuttosto che la sua voce biografica contenga il template Bio e che i dati anagrafici siano correttamente compilati. Se il template Bio manca, inseriscilo tu stesso o, in alternativa, metti l'avviso {{tmp\|Bio}} che ne segnala la mancanza. Se i dati riportati sono sbagliati, correggi direttamente la voce biografica; le modifiche saranno visibili in questa lista entro pochi giorni. Per chiarimenti vedi il progetto biografie. La lista contiene solo le 18 persone che sono citate nell'enciclopedia e per le quali è stato implementato correttamente il template Bio. Pagina aggiornata al 2 mag 2025. |

- 15 gennaio - Alfonso V del Portogallo, sovrano († 1481)
- 30 marzo - Maometto II, sultano ottomano († 1481)
- 12 aprile - Anna d'Asburgo, nobile austriaca († 1462)
- 20 giugno - Baldassarre d'Este, pittore italiano († 1510)
- 15 agosto - Luigi Pulci, poeta italiano († 1484)
- Girolamo Albertucci de' Borselli, storico italiano († 1497)
- Niccolò Borghesi, umanista e letterato italiano († 1500)
- Pedro Luis de Borja, militare spagnolo († 1458)
- Cristina Abrahamsdotter, nobildonna finlandese († 1492)
- John Grey di Groby, cavaliere medievale inglese († 1461)
- Hōjō Sōun, militare giapponese († 1519)
- Papa Innocenzo VIII, papa, vescovo cattolico e cardinale italiano († 1492)
- Isabella d'Aviz, regina portoghese († 1455)
- Bernardo Rossi, vescovo cattolico italiano († 1468)
- Theda Ukena, nobildonna tedesca († 1494)
- Sigismondo de' Conti, umanista e storico italiano († 1512)
- Raffaello di Leca, politico e militare italiano († 1456)
- Ōta Dōkan, militare, poeta e monaco buddista giapponese († 1486)